# Team Saxo Bank-Tinkoff Bank/Saison 2012
Dieser Artikel listet die Erfolge und Mannschaft des Radsportteams Saxo Bank-Tinkoff Bank in der Saison 2012 auf.

Logo des Teams bis Ende Juni 2012

Das Team-Trikot bis Juli 2012

## Erfolge in der UCI World Tour
| Datum                     | Rennen                        | Sieger           |
| ------------------------- | ----------------------------- | ---------------- |
| 5. September              | 17. Etappe Vuelta a España    | Alberto Contador |
| 18. August – 9. September | Gesamtwertung Vuelta a España | Alberto Contador |

## Erfolge in der UCI America Tour
| Datum      | Rennen                     | Kat. | Fahrer           |
| ---------- | -------------------------- | ---- | ---------------- |
| 25. Januar | 3. Etappe Tour de San Luis | 2.1  | Alberto Contador |
| 27. Januar | 5. Etappe Tour de San Luis | 2.1  | Alberto Contador |

## Erfolge in der UCI Asia Tour
| Datum    | Rennen                   | Kat. | Fahrer            |
| -------- | ------------------------ | ---- | ----------------- |
| 13. März | 4. Etappe Tour de Taiwan | 2.1  | Jonathan Cantwell |
| 16. März | 7. Etappe Tour de Taiwan | 2.1  | Jonathan Cantwell |

## Erfolge in der UCI Europe Tour
| Datum         | Rennen                  | Kat. | Fahrer           |
| ------------- | ----------------------- | ---- | ---------------- |
| 12. April     | Grand Prix de Denain    | 1.1  | Juan José Haedo  |
| 9. August     | 3. Etappe Tour de l’Ain | 2.1  | Daniel Navarro   |
| 26. September | Mailand-Turin           | 1.HC | Alberto Contador |
| 7. Oktober    | Gran Premio Beghelli    | 1.1  | Nicki Sørensen   |

## Abgänge – Zugänge
| Zugänge           | Team 2011                 | Abgänge                       | Team 2012            |
| ----------------- | ------------------------- | ----------------------------- | -------------------- |
| Karsten Kroon     | BMC Racing Team           | Baden Cooke                   | Orica GreenEdge      |
| Anders Lund       | Leopard Trek              | Richie Porte                  | Sky ProCycling       |
| Bruno Pires       | Leopard Trek              | Laurent Didier                | RadioShack-Nissan    |
| Sérgio Paulinho   | Team RadioShack           | Gustav Larsson                | Vacansoleil-DCM      |
| Takashi Miyazawa  | Farnese Vini-Neri Sottoli | Brian Vandborg                | SpiderTech-C10       |
| Christopher Juul  | Glud & Marstrand-LRØ      | Jonathan Bellis               | An Post-Sean Kelly   |
| Troels Vinther    | Glud & Marstrand-LRØ      | André Steensen                | Glud & Marstrand-LRØ |
| Jonathan Cantwell | V Australia               | Alberto Contador (am 7. Feb.) | Dopingsperre         |
| Ran Margaliot     | Neoprofi                  |                               |                      |

## Mannschaft
| Name                           | Geburtstag         | Nationalität |
| ------------------------------ | ------------------ | ------------ |
| Manuele Boaro                  | 12. März 1987      | Italien      |
| Jonathan Cantwell              | 8. Januar 1982     | Australien   |
| Mads Christensen               | 6. April 1984      | Dänemark     |
| Alberto Contador (bis 7. Feb.) | 6. Dezember 1982   | Spanien      |
| Juan José Haedo                | 26. Januar 1981    | Argentinien  |
| Lucas Sebastián Haedo          | 18. April 1983     | Argentinien  |
| Jesús Hernández                | 28. September 1981 | Spanien      |
| Wolodymyr Hustow               | 15. Februar 1977   | Ukraine      |
| Jonas Aaen Jørgensen           | 20. April 1986     | Dänemark     |
| Christopher Juul               | 6. Juli 1989       | Dänemark     |
| Kasper Klostergaard            | 22. Mai 1983       | Dänemark     |
| Karsten Kroon                  | 29. Januar 1976    | Niederlande  |
| Anders Lund                    | 14. Februar 1985   | Dänemark     |
| Rafał Majka                    | 12. September 1989 | Polen        |
| Ran Margaliot                  | 18. Juli 1988      | Israel       |
| Jarosław Marycz                | 17. April 1987     | Polen        |
| Takashi Miyazawa               | 27. Februar 1978   | Japan        |
| Michael Mørkøv                 | 30. April 1985     | Dänemark     |
| Daniel Navarro                 | 18. Juli 1983      | Spanien      |
| Benjamín Noval                 | 23. Januar 1979    | Spanien      |
| Nick Nuyens                    | 5. Mai 1980        | Belgien      |
| Sérgio Paulinho                | 26. März 1980      | Portugal     |
| Bruno Pires                    | 15. Mai 1981       | Portugal     |
| Luke Roberts                   | 25. Januar 1977    | Australien   |
| Chris Anker Sørensen           | 5. September 1984  | Dänemark     |
| Nicki Sørensen                 | 14. Mai 1975       | Dänemark     |
| David Tanner                   | 30. September 1984 | Australien   |
| Matteo Tosatto                 | 14. Mai 1974       | Italien      |
| Troels Vinther                 | 24. Februar 1987   | Dänemark     |